# Miles Sanders
Miles Sanders (* 1. Mai 1997 in Pittsburgh, Pennsylvania) ist ein American-Football-Spieler auf der Position des Runningbacks. Er steht zurzeit bei den Dallas Cowboys in der National Football League (NFL) unter Vertrag. Er spielte College Football für die Penn State Nittany Lions und wurde von den Philadelphia Eagles in der zweiten Runde des NFL Draft 2019 als 53. Pick ausgewählt.

## College

### Penn State (2016–2018)
In seiner ersten Saison wurde er überwiegend im Special Team als Kick Returner eingesetzt, da die Position des Runningbacks von Saquon Barkley besetzt war. Sanders stellte in diesem Jahr einen neuen Rekord für die meisten Kickoff Returns (33) in einer Saison in der Geschichte des Colleges auf.
Auch in seiner zweiten Saison ging der Großteil der Spielzeit als Runningback an Saquon Barkley und Sanders musste sich mit der Rolle als Ersatzspieler begnügen.
Mit Barkleys Abgang nach der Saison 2017 übernahm Sanders die Position des ersten Runningbacks. Während er in seinen ersten beiden Saisons nur insgesamt 56 Laufversuche bekam, konnte er in seinem dritten Jahr 220 Versuche verzeichnen. Am 21. September 2018 lief er im Spiel gegen Illinois für 220 Yards und drei Touchdowns – beides Karriererekorde.

### College-Statistik
| Jahr                              | Team   | Spiele | Läufe | Yards | Avg. Yards | TD (Lauf) | TD (Pass) | Yards (Pass) |
| --------------------------------- | ------ | ------ | ----- | ----- | ---------- | --------- | --------- | ------------ |
| 2016                              | PS     | 13     | 25    | 184   | 7,4        | 1         | 1         | 24           |
| 2017                              | PS     | 10     | 31    | 191   | 6,2        | 2         | 0         | 30           |
| 2018                              | PS     | 13     | 220   | 1.274 | 5,8        | 9         | 0         | 139          |
| Gesamt                            | Gesamt | 36     | 276   | 1.649 | 6,0        | 12        | 1         | 193          |
| Quelle: College-Statistik Sanders |        |        |       |       |            |           |           |              |

## NFL
Miles Sanders wurde beim NFL Draft 2019 in der zweiten Runde von den Philadelphia Eagles ausgewählt.
Er gab sein NFL-Debüt im Auftaktspiel gegen die Washington Redskins. Sanders bestritt jedes Spiel und beendete die Saison mit 818 erlaufenen Yards – ein neuer Rekord für einen Rookie in der Geschichte der Eagles.
Im März 2023 einigte Sanders sich mit den Carolina Panthers auf einen Vierjahresvertrag im Wert von 25 Millionen US-Dollar. Dort konnte er sich nicht gegen Chuba Hubbard als Starter durchsetzen. Am 11. März 2025 entließen die Panthers Sanders. Wenige Tage später nahmen die Dallas Cowboys Sanders unter Vertrag.